# Maud-Island-Frosch
Der Maud-Island-Frosch oder Pakeka (Leiopelma pakeka) ist ein Froschlurch (Anura) aus der Familie der Neuseeländischen Urfrösche (Leiopelmatidae). Er gehört zu den vier in der heutigen Zeit lebenden Arten aus der einzigen Gattung Leiopelma dieser urtümlichen Familie.
Der Artzusatz pakeka kommt von Te Pakeka, dem Namen, den der Stamm der Ngāti Kuia Maud Island gab, bevor es den modernen Māori Namen Te Hoiere erhielt. Derzeit hat der westlichste Punkt der Insel den Namen Te Pakeka. Pakeka bedeutet Land, das durch Kultivierung erschöpft wurde beziehungsweise überstrapaziertes Land oder erschöpftes Land.

## Merkmale
Die Haut ist im Allgemeinen glatt, allerdings treten an den zum Rumpf hin gelegen (proximalen) Teilen der Ober- und Unterschenkel einige verstreute Tuberkel auf und einige Individuen sind dorsal warziger als andere. Durch ihre oberseits braune Farbe, die von hellbraun bis fast schwarz variiert, sind die Maud-Island-Frösche gut getarnt. Auf dem Rücken und im Gesicht befinden sich unregelmäßige dunkle Flecken oder Sprenkel. Entlang des Körpers bis hinter die Augen verläuft eine Drüsenleiste. Ein Tympanum (Membran des Hörorgans) ist nicht vorhanden, Schwimmhäute zwischen den Fingern und Zehen fehlen. Der Maud-Island-Frosch ist dem Hamilton-Frosch sehr ähnlich, beide galten früher (Bell et al. 1998) als eine Art. Mit 47 mm Kopf-Rumpf-Länge ist der Maud-Island-Frosch allerdings etwas kleiner. Die Art gilt als monomorph, die Geschlechter sind nur sehr schwierig zu unterscheiden. Die Weibchen werden, wie bei anderen Leiopelma Arten, etwas größer.

## Lebensweise
Der Maud-Island-Frosch ist nachtaktiv. Seine Beute ergreift er mit dem Maul, nicht wie andere Frösche mit einem Zungenschlag. Außer dass die kleinen Eiballen mit weniger als 15 großen, unpigmentierten Eiern an feuchten, geschützten Stellen am Boden oder unter Steinansammlungen abgelegt werden, ist über ihre Fortpflanzungsbiologie fast nichts bekannt. Es gibt kein freischwimmendes Kaulquappenstadium, die Jungen klettern nach dem Schlüpfen auf den Rücken der Männchens und setzen dort ihre Entwicklung fort. Während dieser Zeit sind sie weitgehend inaktiv.

## Vorkommen
Das ursprüngliche Verbreitungsgebiet der Art beschränkt sich auf die kleine, zu Neuseeland gehörende Insel Maud Island. Sie ist mit etwa 310 Hektar die zweitgrößte Insel in den Marlborough Sounds, einer Inselgruppe in der Cookstraße. 1984 bis 1985 wurde mit 100 Individuen eine weitere Population an die Boat Bay translokiert. Nachdem sich Anzeichen auf einen Erfolg zeigten, wurde weitere Translokationen nach Motuara Island (1997 und 2014) und Long Island (2005), beide im Queen Charlotte Sound, vorgenommen. 2006 und 2012 wurde versucht eine weitere Population auf der Hauptinsel in der Wellington Region zu etablieren. Die Ansiedlungen auf Motuara Island und auf der Hauptinsel scheinen erfolgreich, der Erfolg einer Etablierung auf Long Island ist noch unklar.

## Gefährdung und Schutz
In Neuseeland leben derzeit schätzungsweise nur noch 20.000 Maud-Island-Frösche. Ab Februar 2006 fingen Wissenschaftler und Froschliebhaber mit ihrem Vorhaben an, die vom Aussterben bedrohten Maud-Island-Frösche in Raubtierfreie Zonen auf dem Festland anzusiedeln. Sie glaubten fest an die Rückkehr dieser seltenen Frösche in ihre ursprünglichen Verbreitungsgebiete, obwohl sie schon seit vielen Hunderten von Jahren isoliert auf Moad Island überlebten. Im Zelandia-Naturschutzgebiet in Wellington, wurden nach eigenen Angaben 21 Exemplare ausgesetzt. Nach zwei Jahren geduldigen Wartens schlüpften im Februar 2008 13 Kaulquappen, es waren die ersten Kaulquappen die auf dem Festland in der freien Wildbahn schlüpften. Das Ereignis war ein bedeutender Meilenstein in der Erweiterung des Verbreitungsgebietes des Maud-Island-Frosches.

## Taxonomie
Vor der Erstbeschreibung 1998 durch Bell, Daugherty und Hay wurden der Maud-Island-Frosch und der Hamilton-Frosch als eine Art angesehen. So sah Bell 1978 keine  Belege für eine Differenzierung zwischen den Maud Island und den Stephens Island Populationen, Newman fand 1990 keine signifikanten Unterschiede in Größe oder Gewicht. Holyoake et al. sahen 2001 auf Grund S-ribosomaler RNA- und Cytochrome-b-Gensequenzen die beiden Arten als evolutionär signifikante Einheiten der gleichen Art, taxonomische Änderungen wurden jedoch nicht vorgenommen. Diskussionen und Forschungen zu diesem Thema sind am Laufen.